# Manuel Romero de Castilla
Manuel Romero de Castilla (La Guardia, provincia de Toledo, 1919 - ) fue un abogado y ensayista español.

## Biografía
Franquista, fue abogado y miembro correspondiente de la Real Academia de Bellas Artes y Ciencias Históricas de Toledo. Imprimió dos comedias antisemitas sobre el famoso crimen del Santo Niño de La Guardia, lugar de Toledo de donde era natural, una de Lope de Vega y otra de José de Cañizares y Juan Claudio de la Hoz y Mota, que es en realidad una refundición de la primera; al principio de forma independiente en 1943, luego con un estudio histórico preliminar sobre el caso y como apéndice, en 1946.

## Obras
- Don Quijote vindicador de Cervantes; o, Cervantes humanista, 1967.
- Comedias históricas. El Niño inocente de Lope de Vega y La viva imagen de Cristo de José de Cañizares, autógrafa e inédita. Transcripción y estudio histórico-crítico de Manuel Romero de Castilla. Madrid, Hermanos de la Doctrina Cristiana, 1943.
- Singular suceso en el reinado de los Reyes Católicos, Madrid: Ed. Rubí, 1946.